# آی‌بی‌ام پی‌سی
اصطلاح آی‌بی‌ام پی‌سی یا IBM PC برای اشاره به نخستین مدل از رایانه‌های شخصی تولیدشده توسط شرکت آی‌بی‌ام به کار می‌رود. عنوان رسمی این مدل ۵۱۵۰ بود. این رایانه که در تاریخ ۲۱ اوت ۱۹۸۱ میلادی معرفی شد یک ریزپردازندهٔ اینتل ۸۰۸۸ با فرکانس 4.77MHz و ۱۶ کیلوبایت حافظه داشت و در صورت درخواست با یک نمایشگر در کنار آن قابل سفارش بود.
مدل اصلی آی‌بی‌ام پی‌سی قدرت چندانی نداشت و حتی از بسیاری از رایانه‌های ۸-بیتی زمان خودش نیز ضعیف‌تر بود. بستهٔ کم‌قیمت‌تر آن درایو فلاپی نداشت و به جای آن برای ذخیره‌سازی اطلاعات از کاست استفاده می‌کرد، با این وجود امکان سفارش فلاپی و حافظهٔ رم بیشتر وجود داشت. این رایانه موفقیت خود را مدیون گسترش‌پذیری زیاد و شهرت و کیفیت آی‌بی‌ام است. با توجه به آمدن کد متن بایوس این رایانه به همراه نقشهٔ مدارهای آن در دفترچهٔ راهنمایش، رفته‌رفته این مدل تبدیل به یک استاندارد در صنعت رایانه شد. موفقیت آن تا آن حد بالا رفت اگر تولیدات شرکت‌های دیگر با آی‌بی‌ام پی‌سی سازگار نبودند، رقابت در بازار برایشان بسیار دشوار می‌شد.
قیمت اولیهٔ آی‌بی‌ام پی‌سی حدود ۱۵۰۰ دلار بود و می‌شد همراه آن سیستم‌عامل MS-DOS با پشتیبانی از زبان برنامه‌نویسی BASIC را سفارش داد.